# Богатићи (Трново, Источно Сарајево)
Богатићи су насељено мјесто у општини Трново, Република Српска, БиХ. Према прелиминарним подацима пописа становништва 2013. године, у насељу је живјело свега 27 становника.

## Становништво
Према попису становништва из 1991. године, мјесто је имало 77 становника.
| Националност | 1991.       |
| Муслимани    | 74 (96,10%) |
| Срби         | 3 (3,90%)   |
| Укупно       | 77          |